# Чумка собак

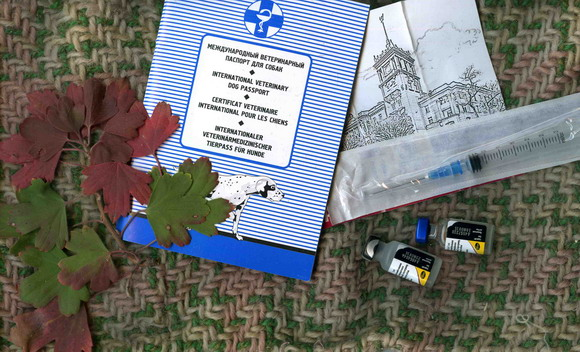
Щеплення свійських собак, 2015 р.

Чу́мка соба́к також  хвороба Карре — вірусне гостре чи підгостре контагіозне захворювання собак, що часто закінчується смертю.

## Історія вивчення
Чумка собак відома людству з доби одомашнення тварини. Неможливість рятування у той час приводила до примирення зі смертю собак та цуценят, особливо вразливих до хвороби. 1762 року епідемія чумки собак була зафіксована у Криму. 1905 року вірусну природу чумки собак вперше довів науковець Карре, звідки назва хвороби за автором відкриття.
Збудником є параміксовірус. Вивчення штамів параміксовірусу, отриманих від хворих собак у різних і віддалених одна від одної територіях, доводить, що вони одного типу та відрізняються лише вірулентністю (ступенем здатності викликати хворобу). Віруси потрапляють у зовнішнє середовище зі слиною собак, сечею і екскрементами, зі злущеними часточками шкіри (епідермісу) тощо.

## Симптоми і перебіг хвороби
Собаки належать до соціального типу тварин, схильними до стадності, що сприяє розповсюдженню хвороби між «знайомими» та «незнайомими» тваринами.
Вражаються собаки будь-якого віку, домашні чи покинуті людьми. Особливо вразливі цуценята, відсоток помираючих серед котрих надзвичайно високий у разі відсутності щеплення. Хвороба у щенят має блискавичну або гостру форму, переважають ураження кишок та легенів. Зростання захворюваності (і смерті собак) припадають на весну кінець лютого початок березня, кінець літа і осінь. Від моменту захворювання до повного розвитку клінічної картини проходить від трьох до двадцяти одного дня.
Форми хвороби дорослих собак:
- атипова
- шкіряна
- легенева
- генералізована (комбінація двох-трьох форм)
- ураження Центральної нервової системи (ЦНС)[1] . Відсоток смертності у собак з ураженням ЦНС високий.

Хвора собака відмовляється від їжі і контактів з господарем, доказами відмови від спілкування є як зменшення скиглення, гарчання, гавкоту, так і неприпустимість контактів руками; підвищена сльозливість; також перед смертю відбувається параліч усіх лап.
Тварина шукає тихого місця, має «винуватий», пригнічений чи виморений вигляд. У разі ураженя центральної нервової системи собака втрачає здатність впізнавати господарів, намагається захищати власний спокій загрозливими гарчанням і гавкітом. У разі тяжкої форми хвороби помітні судоми, втрата свідомості і смерть.

## Диференціальна діагностика
Ветеринари проводять диференціальну діагностику із аденовірусними захворюваннями, ураженням сальмонелами, коронавірусним ентеритом, енцефалітом, лептоспірозом, дерматитами собак неінфекційного походження.

## Щеплення та профілактика

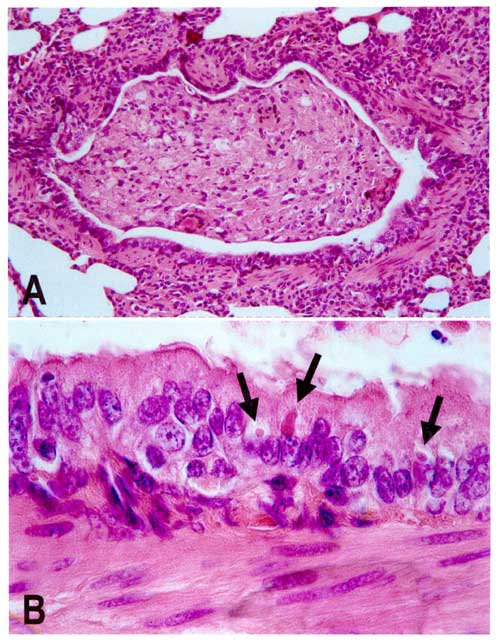
Цитологічна діагностика
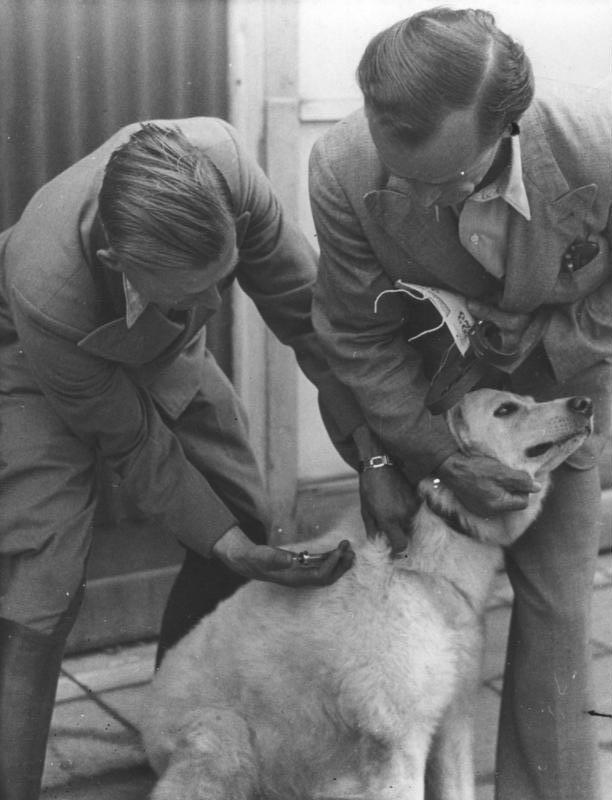
Ветеринарне щеплення

Серед засобів профілактики — всіляке попередження контактів з незнайомими і хворими тваринами. Ретельно миють іграшки цуценят і посуд, з якого харчуються собаки, у разі потреби їх дезинфікують. Ці засоби профілактики треба проводити у комплексі з щепленням.
Щеплення для цуценят починають з тримісячного віку і проводять двічі у терміни, котрі визначить ветеринар. Бажано завести на свійського собаку ветеринарний паспорт, аби мати офіційно позначені і зафіксовані дати щеплення і від яких хвороб.
Люди не хворіють на чумку собак і догляд за хворим собакою не призводить до хвороби людей.

### У інших тварин
Чумка, або хвороба Карре вражає тварин родини псових (пес, лисиця, вовк, єнот), куницевих (тхір, норка, візон, скунс, росомаха, куниця, борсук, видра), ракунових (ракун, коаті), пандових (мала панда), ведмедевих (ведмідь), слонових (слон індійський), а також деяких приматів (напр., макака японська), а також віверових (подібних на єнотів бінтуронгів, мусангів), гієнових (гієна), ластоногих (тюлень, морж, морський лев та ін.) та великих котових (за винятком домашньої кішки).